# Poecilopsis
Poecilopsis is een geslacht van vlinders van de familie spanners (Geometridae), uit de onderfamilie Ennominae.

## Soorten
- P. borealis Rangnow, 1935
- P. isabellae Harrison, 1914
- P. lapponaria Boisduval, 1840
- P. pomonaria Hübner, 1790
- P. rachelae Hulst, 1896
- P. suleimania Wehrli, 1938